# Шаколевщина
Шаколевщина — упразднённая деревня в Браславском районе Витебской области Беларуси.

## География
Урочище находится в западной части Витебской области, к северо-востоку от озера Рудавец, к югу от автодороги Н-2103, на расстоянии приблизительно 12 километров (по прямой) к юго-востоку от города Браслав, административного центра района. Абсолютная высота — 160 метров над уровнем моря.

## История
По состоянию на 1905 год, в застенке проживало 26 человек (13 мужчин и 13 женщин). В административном отношении входил в состав Перебродской волости Дисненского уезда Виленской губернии.
В 1921 году деревня входила в состав гмины Пшебродзе Дисенского повета Виленского воеводства Второй Польской республики. Числилось 25 жителей (12 мужчин и 13 женщин), проживавших в 7 домах. В этническом составе населения того периода поляки составляли 60 %, белорусы — 40 %. В конфессиональном составе населения преобладали католики (84 %), также были представлены православные христиане (16 %).